# Ульвофициевые
Ульвофициевые (лат. Ulvophyceae) — класс зелёных водорослей. По состоянию на 2015 год, в класс входят 1708 видов. Название класса образовано от типового рода — Ульва (Ulva) (латинское название для болотного растения; возможно, происходит от кельтского «уль» — вода).

## Описание
Типы дифференциации таллома:
- коккоидный, сарциноидный, нитчатый — представители порядка Ulotrichales;
- разнонитчатый — представители порядка Trentepohliales;
- псевдопаренхиматозный — паренхиматозный представители порядка Ulvales;
- сифональный — представители порядков Bryopsidales и Dasycladales;
- сифонокладальный — представители порядка Cladophorales[2].

Монадные стадии с апикальными жгутиками; крестообразная корешковая система, может быть с исчерченным ризопластом; ориентация базальных тел против часовой стрелки (на 11—5 часов); на жгутиках могут присутствовать чешуйки.
Клетки имеют ядро и по одному постенному поясковидному хлоропласту, имеющему форму цилиндра закрытого либо с продольными отверстиями или же форму изогнутой пластинки с одним или несколькими пиреноидами. После ядерного деления для разграничения дочерних клеток сразу же втягивается клеточная стенка. В поперечных перегородках плазмодесмы отсутствуют.
Митоз закрытый, центрический, телофазное веретено остаётся. У большинства представителей цитокинез происходит в результате образования борозды дробления, у трентеполиевых с помощью фрагмопласта.
У некоторых морских представителей в клеточных стенках откладывается карбонат кальция.
Бесполое размножение происходит зооспорами, половое — путём копуляции гамет, имеющих жгутики.
Жизненные циклы: гаплобионтный с зиготической редукцией, диплобионтный с гаметической редукцией, гаплодиплобионтный со спорической редукцией.

## Распространение
Преимущественно морские (подавляющее большинство представителей порядка Bryopsidales, представители порядка Dasycladales, некоторые представители порядка Cladophorales, значительное большинство представителей порядка Ulvales), реже пресноводные (некоторые представители порядка Cladophorales) и наземные (представители порядка Trentepohliales). Некоторые могут расти в пересолённых водах (Enteromorpha). Некоторые входят в состав лишайников (представители порядка Trentepohliales).

## Значение в природе и жизни человека
В ряде стран некоторые виды рода Enteromorpha используются в пищу и на корм скоту. В  Японии и ряде стран Азии и Австралии Codium употребляется в пищу.

## Классификация
Согласно базе данных AlgaeBase, класс охватывает следующие порядки:
- Bryopsidales J.H. Schaffner, 1922 — Бриопсидовые
- Chlorocystidales Kornmann et Sahling, 1983
- Cladophorales Haeckel, 1894 — Кладофоровые
- Dasycladales Pascher, 1931 — Дазикладиевые
- Ignatiales Leliaert et Škaloud, 2018
- Oltmannsiellopsidales T. Nakayma, S. Watanabe et I. Inouye, 1996
- Scotinosphaerales Škaloud, Kalina, Nemjová, De Clerck et Leliaert, 2013
- Trentepohliales Chadefaud ex R.H. Thompson et D.E. Wujek, 1997 — Трентеполиевые
- Ulotrichales Borzi, 1895 — Улотриксовые
- Ulvales Blackman et Tansley, 1902 — Ульвовые